# Macquarie European Rail
Macquarie European Rail Ltd war eine Leasinggesellschaft für Schienenfahrzeuge der australischen Macquarie Bank mit Sitz in London. Das Unternehmen wurde 2012 gegründet, um Schienenfahrzeuge der Lloyds Bank zu übernehmen, die bis Dezember 2012 unter anderem über CB Rail gehalten wurden. Im Jahr 2020 verkaufte Macquarie das Leasinggeschäft für Schienenfahrzeuge an die französischen Konkurrenten Akiem.

## Hintergrund
CB Rail wurde 2004 gegründet und übernahm die Porterbrook Leasing Company (Euro) Limited (PLCEL), das heißt die Aktivitäten von Porterbrook auf dem europäischen Kontinent. Lloyds Bank übernahm anschließend die Anteile der ehemaligen HBOS und der insolventen Investmentgesellschaft Babcock & Brown. 2010 wurden die Tochtergesellschaften in Luxemburg und Deutschland in Ascendos Rail Leasing umbenannt und abgetrennt; Ascendos operiert heute als unabhängiges Unternehmen mit neuen Gesellschaftern im Markt. Die deutsche Macquarie European Rail GmbH hat ihren Sitz in Düsseldorf.
Ende 2012 übernahm Macquarie das verbleibende Portfolio der CB Rail. Außerdem wurden die Flotte des Stansted Express sowie eine Reihe von Güterfahrzeugen im Vereinigten Königreich (einschließlich einiger Lokomotiven vom Typ EMD JT42CWR (Class 66), Class 70s und Wagen) von Lloyds erworben. Im Jahr 2020 verkaufte Macquarie das Leasinggeschäft für Schienenfahrzeuge an die französischen Konkurrenten Akiem.

## Portfolio
Das ursprüngliche Portfolio bestand aus 28 Diesel- und Elektrolokomotiven und 67 Triebwagen. Macquarie Rail ist Eigentümer u. a. der von Transdev GmbH im HarzElbeExpress (HEX) eingesetzten Züge und der von Abellio Rail NRW ab Dezember 2007 auf der Ruhr-Sieg-Strecke einzusetzenden Züge.

### Bestand Lokomotiven
| Typ                       | Anzahl | Antriebsart | entspricht Baureihe | Stromsystem                                | einsetzbar in                            |
| ------------------------- | ------ | ----------- | ------------------- | ------------------------------------------ | ---------------------------------------- |
| Baureihe 145              | 5      | elektrisch  | 145                 | 15 kV~16,7 Hz                              | Deutschland                              |
| Bombardier TRAXX F140 AC  | 3      | elektrisch  | 185.0               | 25 kV~50 Hz, 15 kV~16,7 Hz                 | Deutschland                              |
| Bombardier TRAXX F140 AC2 | 16     | elektrisch  | 185.2               | 25 kV~50 Hz, 15 kV~16,7 Hz                 | Deutschland, Österreich, Schweiz, Ungarn |
| Bombardier TRAXX F140 MS2 | 15     | elektrisch  | 186.1               | 25 kV~50 Hz, 15 kV~16,7 Hz, 3 kV=, 1,5 kV= |                                          |
| Bombardier TRAXX F140 MS2 | 10     | elektrisch  | 186.9               | 25 kV~50 Hz, 15 kV~16,7 Hz, 3 kV=, 1,5 kV= | Italien                                  |
| Bombardier TRAXX F140 DE  | 10     | Diesel      | 285                 |                                            | Deutschland                              |
| EMD JT42CWR               | 20     | Diesel      | Class 66            |                                            |                                          |
| EMD JT42CWRM              | 3      | Diesel      | Class 66/9          |                                            |                                          |
| Alstom Prima              | 16     | elektrisch  | BB37500             | 25 kV~50 Hz, 15 kV~16,7 Hz, 1,5 kV=        | Deutschland, Frankreich                  |